# Sosnovskij rajon (Oblast' di Nižnij Novgorod)
Il Sosnovskij rajon (in russo Сосновский район?) è un rajon dell'Oblast' di Nižnij Novgorod, nella Russia europea; il capoluogo è Sosnovskoe. Istituito nel 1935, ricopre una superficie di 1.170 chilometri quadrati.